# 阿富汗政治
在2021年8月15日的喀布尔被塔利班部队攻陷期间，阿富汗伊斯兰共和国实际上已经崩溃，随后重新建立了阿富汗伊斯兰酋长国，现在对该国大部分地区进行实际控制，因此阿富汗政府目前存在争议。2021年9月7日，实际控制阿富汗大部分地区的塔利班官员宣布成立一个新的临时政府，由穆拉穆罕默德·哈桑·阿洪德担任总理。该政府受塔利班最高领导人海巴圖拉·阿洪扎達的监督。截至2021年9月8日，阿富汗伊斯兰酋长国尚未被任何其他国家正式承认为阿富汗法律上的政府。阿富汗伊斯兰共和国任命的代表继续在联合国代表该国。这些代表拒绝承认塔利班任命的政府，并敦促其他国家也不要承认这个政府。
目前，阿富汗的政治由塔利班主导，塔利班拥有任命政府的唯一权力。在接管阿富汗后，塔利班于2021年9月7日宣布成立新政府，完全由叛乱时期的塔利班成員组成。未被承认为阿富汗政府的伊斯兰酋长国奉行伊斯兰神权政治，排斥其他政治势力和武装组织在阿富汗的活动。阿富汗领导委员会和内阁奉最高领袖的命令行事。
2002年至2021年，阿富汗政府由內閣、省長和國民議會組成，阿富汗總統兼任國家元首、政府首腦和武裝部隊總司令。該國以前由總統阿什拉夫·加尼領導，他得到了兩位副總統阿姆魯拉·沙雷和薩瓦爾·丹尼斯的支持，直到2021年8月，由于加尼逃到了阿拉伯联合酋长国，塔利班战士到达首都喀布尔，建立了一个事实上的政府。在阿富汗战争的十几年中，阿富汗的政治受到北約國家，尤其是美國的影響，以努力穩定該國並使該國民主化。2004年，國家通過新憲法，並選舉了總統。次年舉行了選舉議員的大選。
哈米德·卡爾扎伊於2004年被宣佈為阿富汗首位民選國家元首，並於2009年贏得第二個五年任期。國民議會是阿富汗的國家立法機構。是一個兩院制的國會，由人民院和長老院組成。第一屆立法機構於2005年當選，最近一次是在2018年。最高法院的成员由总统任命，组成司法机构。这一制度共同起到了提供一套制衡的作用。

## 簡要時間線
阿富汗的政府运作在历史上一直由权力斗争、政变和不稳定的权力转移组成。这个国家一直由不同的政府系统管理，包括君主制、共和制、神權政治、獨裁政體和共产主义国家。
- 1709年 –米爾維斯·霍塔克在坎大哈建立了漢達基王朝，宣布阿富汗（阿富汗人的土地）为独立国家。
- 1747年 –艾哈邁德沙·杜蘭尼建立了杜蘭尼帝國，并为其擴展了新的领土。
- 1838年 –第一次英國－阿富汗戰爭期间，東印度公司治下的印度入侵该地，开始影响阿富汗的政治（英语：European influence in Afghanistan）。
- 1919年 –第三次英國－阿富汗戰爭后，阿曼諾拉汗国王登上王位，英国的影响结束。
- 1973年 –穆罕默德·達烏德汗总理兼王室成员，在国王穆罕默德·查希爾·沙阿访问意大利时夺取了权力。
- 1978年 –穆罕默德·達烏德汗和他的家人在四月革命中被暗杀，共产主义的阿富汗人民民主黨夺取了政权。
- 1979年 –阿富汗人民民主黨總書記努爾·穆罕默德·塔拉基被暗杀，由哈菲佐拉·阿明取代。阿明随后被暗杀，苏联入侵。巴布拉克·卡爾邁勒被推举为新的领导人。
- 1987年 –阿富汗人民民主黨總書記兼总统穆罕默德·納吉布拉取代了卡尔马勒，国家开始稳定。
- 1989年 –蘇聯軍隊從該國撤出所有軍隊。美國駐阿富汗大使館關閉。
- 1992年 –阿富汗人民民主黨領導人納吉布拉辭職，喀布爾落入聖戰者派系。布爾漢努丁·拉巴尼成為阿富汗伊斯蘭國的領導人，一場內戰開始。
- 1996年 –阿富汗伊斯兰酋长国的创始人穆罕默德·奥马尔在坎大哈被宣布为信士的長官，他的塔利班部队开始征服该国的北部地区。
- 2001年 –美国和联军入侵阿富汗。入侵的主要目的是俘虜或杀死奧薩瑪·賓·拉登及其所有基地组织成员。在这一过程中，塔利班政权崩溃了。在德国举行的阿富汗问题国际会议（英语：International Conference on Afghanistan, Bonn (2001)）上，哈米德·卡爾扎伊成为阿富汗临时政府（英语：Afghan Interim Administration）的领导人。[5]
- 2003年 –支爾格大會（英语：2003 loya jirga）通过了新憲法（英语：1964 Constitution of Afghanistan），将政府改组为伊斯兰共和国。
- 2004 –哈米德·卡爾扎伊当选（英语：2004 Afghan presidential election）为阿富汗总统
- 2014 –阿什拉夫·加尼当选为阿富汗总统，阿卜杜拉·阿卜杜拉成为该国的首席执行官。
- 2021 –塔利班战士到达喀布尔后，加尼总统逃往阿联酋的阿布扎比。穆拉穆罕默德·哈桑·阿洪德很快成为复國后的阿富汗伊斯兰酋长国临时总理。

## 歷史

### 背景

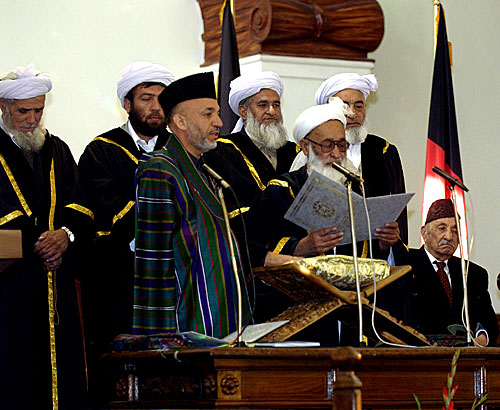
在贏得2004年阿富汗總統選舉後，哈米德·卡爾扎伊站在費薩爾·艾哈邁德·辛瓦里等人旁邊。阿富汗末代國王穆罕默德·查希爾·沙阿坐在右邊。

阿富汗伊斯蘭共和國，由三個權力部門（行政、立法和司法）組成，受到制衡监督。該國由總統阿什拉夫·加尼領導，他於2014年接替哈米德·卡爾扎伊。2004年大選前，卡爾扎伊在被任命為阿富汗過渡伊斯蘭國總統後領導該國。雖然支持者讚揚卡爾扎伊為促進民族和解和經濟增長所做的努力，但批評者指責他未能遏制腐敗和非法毒品生產。
國民議會於2005年和2010年當選。當選官員中有前聖戰者、伊斯蘭基本教義派、改革派、共產主義者和幾名塔利班同夥。大約28%的當選代表是女性，比憲法保障的最低25%高出3%。這使阿富汗成為立法機構中女性代表人數最多的國家之一。
阿富汗最高法院由首席大法官賽義德·優素福·哈勒姆領導，於2014年取代阿卜杜勒·薩拉姆·阿齊米。副首席大法官是巴哈烏丁·巴哈。

### 北方聯盟和塔利班政府
1996年9月，布爾漢努丁·拉巴尼領導下的阿富汗伊斯蘭國官員被塔利班部隊趕走。聯合國拒絕承認塔利班政府，而承認伊斯蘭國為官方流亡政府。伊斯蘭合作組織讓阿富汗席位空缺，直到交战各派通过谈判解决合法性问题。到2001年，塔利班控制了95%的領土，只有巴基斯坦、沙特阿拉伯和阿拉伯聯合酋長國承認他們是阿富汗政府。剩下的5%属于反叛部队，被称为北方聯盟。

### 美國及其盟國的軍事行動
因為奧薩瑪·賓·拉登參與了在紐約市和華盛頓特區發生的九一一襲擊事件，在塔利班拒絕將他移交給美國聯邦政府後，美國領導联军與北方聯盟進行数周的空中轰炸和地面军事行动，塔利班於2001年11月17日正式下台。
2001年12月，一些著名的阿富汗人在聯合國的主持下在德國舉行會議，以決定治理國家的計劃。結果由30名成員組成，由主席領導的阿富汗临时政府於2001年12月22日成立，其任期為6個月，隨後是為期兩年的阿富汗過渡伊斯蘭國，之後將舉行選舉。由於憲法的制定，協議中的一些條款已經過期。儘管如此，該協議還是為建立一個民主的阿富汗鋪平了道路。

### 國際安全援助部隊和阿富汗安全部隊
聯合國安全理事會授權成立國際安全援助部隊，以幫助為阿富汗人民提供基本安全。美國軍隊成員和其他北約國家開始向阿富汗派遣大量軍隊。他們開始訓練阿富汗武裝部隊和阿富汗國家警察，打擊叛亂分子並參與阿富汗的重建工作。

### 新憲法和全國大選
過渡當局的結構於2002年6月10日宣布，當時緊急召開支爾格大會，成立了阿富汗過渡伊斯蘭國，它有18個月的時間召開制憲支爾格大會以通過憲法和24個月舉行全國選舉。人民院取代了支爾格大會。
根據《波恩協定》，阿富汗憲法委員會成立，與公眾協商並製定憲法草案。制憲支爾格大會於2003年12月舉行，當時通過了新憲法，建立了總統制政府和兩院制立法機構：長老院和人民院。
2004年阿富汗總統選舉於10月9日舉行，超過1000萬阿富汗人登記投票。許多反對哈米德·卡爾扎伊的候選人試圖抵制選舉，因為他們擔心違規行為。然而，卡爾扎伊對媒體發表了這樣的聲明：
現在呼籲抵制為時已晚，數以百萬計的阿富汗人不顧風雨雨雪離開家園，他們已經投票......我們應該尊重人民的意願。我很高興在阿富汗各地，與在上帝的幫助下，充滿幸福和熱情的人們前往投票箱投票。這表明了阿富汗人的政治理解和他們對和平未來的意願。
一个独立委员会发现了舞弊的证据，但裁定这并不影响投票结果，卡尔扎伊以55.4%的选票获胜。他于当年12月7日就任总统。这是该国自1969年举行议会选举以来的第一次全国性选举。
2005年9月，议会选举举行；国民议会在选举结果公布后开幕。2005年12月，西卜加圖拉·穆賈迪迪被选为拥有102个席位的長老院議长，尤努斯·卡努尼被选为拥有249个席位的人民院議长。

## 阿富汗伊斯蘭共和國政治

### 行政机关
阿富汗宪法设立了一个强而有力的总统职位，作为国家元首和阿富汗武装部队的总司令。总统由选举产生，有两名副总统。总统任命内阁部长和省长，由国民议会批准。

#### 哈米德·卡爾扎伊政府
哈米德·卡爾扎伊在2001年12月至2002年6月擔任臨時政府主席，2002年6月至2004年10月擔任臨時總統，2004年阿富汗總統選舉獲勝後正式成為阿富汗伊斯蘭共和國總統。

##### 第一任期

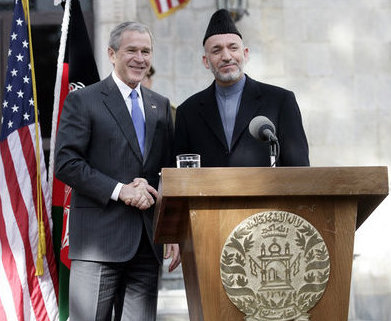
2006年3月1日，时任美国总统喬治·沃克·布希与哈米德·卡爾扎伊在喀布尔。自2001年底以来，美国与阿富汗的关系有所改善，特别是在哈米德·卡爾扎伊政府成立后。

美國是阿富汗重建和民主化的領導國家。自2001年底以來，美國與阿富汗的關係有所改善，尤其是在哈米德·卡爾扎伊政府成立之後。在卡爾扎伊政府的領導下，阿富汗與其他北約成員國和地區國家的外交關係也有所改善。
在贏得2004年大選並將許多前北方聯盟軍閥從內閣中撤職後，人們認為卡爾扎伊會在2005年採取更積極的改革路線，但事實證明他更加謹慎。自2004年卡爾扎伊新政府上台以來，阿富汗經濟多年來首次出現快速增長。政府收入逐年增加，但仍嚴重依賴外援。在卡爾扎伊執政期間，公眾對腐敗和打擊塔利班叛亂的平民傷亡越來越不滿。

##### 第二任期
2009年大選三個月後，卡爾扎伊總統被正式宣佈獲勝。奧巴馬政府敦促卡尔扎伊在新政府中排除无效或腐败的官员，而帮助他连任的有权势的阿富汗人则要求获得职位。根據政治分析家的說法，卡爾扎伊提交給議會的部長名單“並不令人鼓舞”，但它反映了現實政治。略多於一半的部長將繼續擔任現職或曾在卡爾扎伊政府任職。2009年1月，阿富汗議會否決了卡尔扎伊提名的24名内阁成员中的17名，只批准了7名。美國總統奧巴馬與卡爾扎伊的關係一開始並沒有那麼好，但到2012年略有改善，尤其是在奧薩馬·本·拉登去世和卡爾扎伊的兄弟艾哈邁德·瓦利·卡爾扎伊被暗殺之後。奧巴馬總統在2010年至2012年期間對阿富汗進行了兩次正式訪問。在卡爾扎伊決定不與美國簽署雙邊安全協議後，兩國關係在2013年底再次開始下滑。

#### 阿什拉夫·加尼政府
經過一場有爭議的選舉，阿什拉夫·加尼成為阿富汗總統，阿卜杜拉·阿卜杜拉於2014年9月成為阿富汗首席執行官。一天后，阿富汗新政府簽署了雙邊安全協議。
2021年8月15日，在2021年塔利班攻勢期間，喀布爾陷落之際，阿什拉夫·加尼與妻子離開阿富汗，前往阿聯酋的阿布扎比。一些未經證實的報導表明，加尼未來可能會返回喀布爾。

### 立法机关

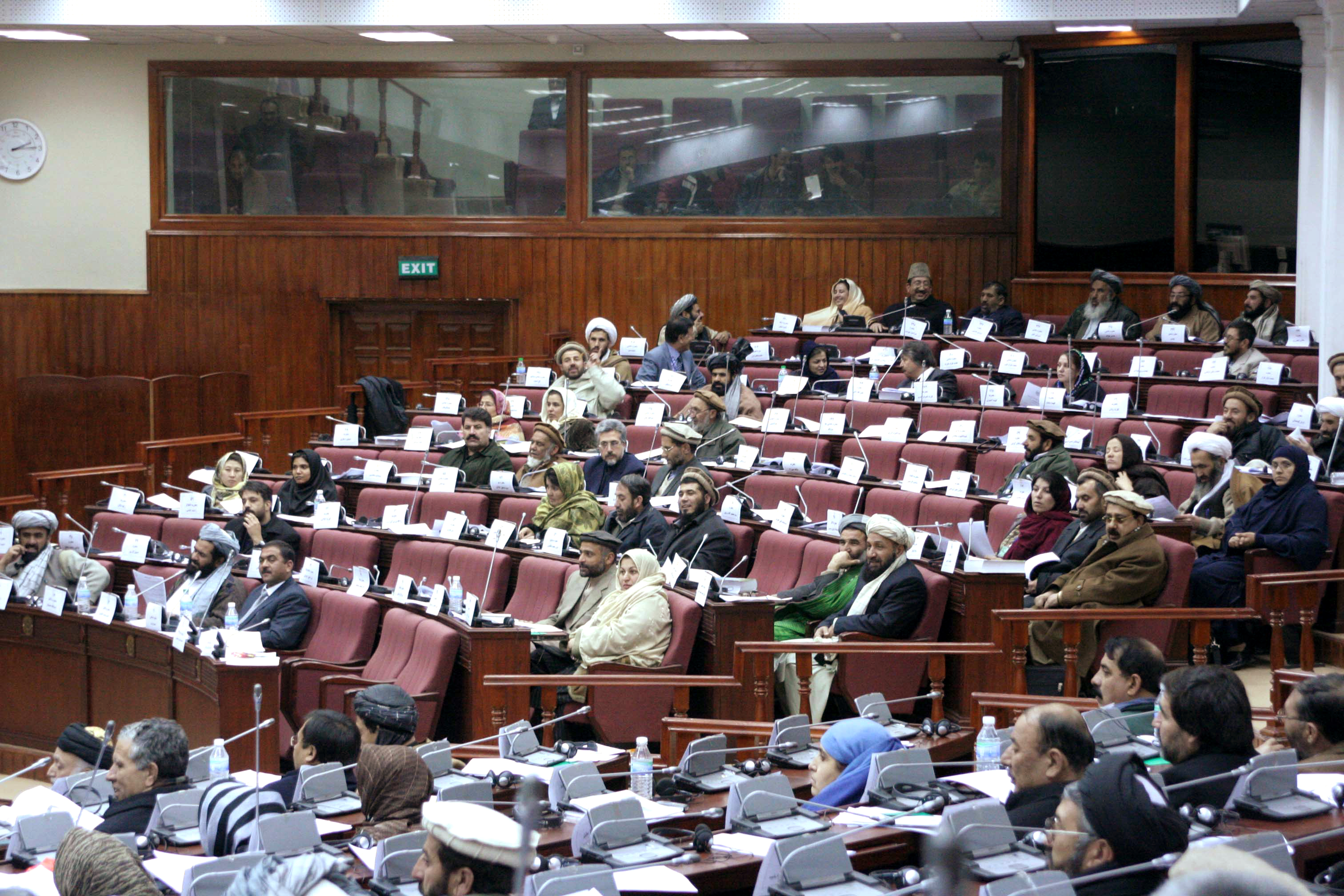
國民議會所在的老建筑内部（2006年）。

2005年人民院選舉於2005年9月18日舉行。這是自1969年以來阿富汗的第一次議會選舉。大約2,707名候選人，其中包括328名婦女，角逐249個席位。選舉在多個席位選區進行。每個省都是一個選區，根據人口的不同，有不同數量的席位。選民只有一張不可轉讓的選票。
長老院由102名成員組成。三分之一的成員由總統任命，另外三分之一由省議會選舉產生。省議會選舉與人民院選舉同時舉行。其餘三分之一由區議會選舉產生。

### 選舉

#### 2004年阿富汗總統選舉

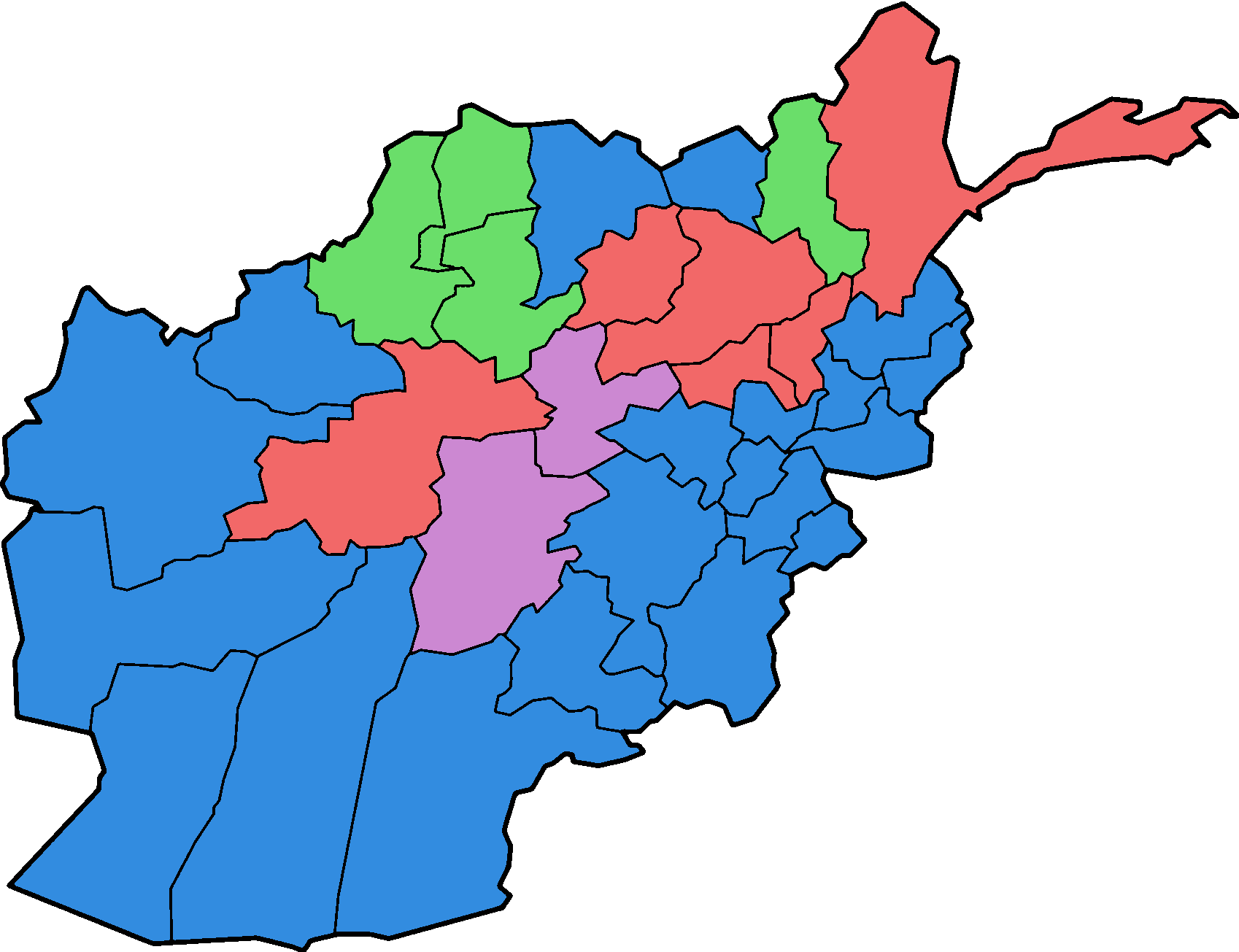
哈米德·卡爾扎伊在2004年第一輪總統選舉中以 55.4%的總票數獲勝

新宪法下的第一次总统选举于2004年10月9日举行。临时总统卡尔扎伊拥有足够的选票，避免了第二轮选举。

#### 2005年阿富汗議會選舉
阿富汗於2005年9月18日舉行議會選舉。第一個結果於10月9日公佈，最終結果於2005年11月12日公佈。由於所有候選人均未按黨派列出並以無黨派身份當選，因此不可能按黨派分類。投票率估計為50%。

#### 2009年阿富汗總統選舉
2009年總統選舉的特點是缺乏安全保障、選民投票率低以及廣泛的選票填塞、恐嚇和其他選舉舞弊行為。
投票以及420個省議會席位的選舉於2009年8月20日舉行，但在漫長的計票和欺詐調查期間仍未解決。
两个月后，在美国和盟国的强大压力下，现任总统哈米德·卡爾扎伊和他的主要竞争对手阿卜杜拉·阿卜杜拉之间的第二轮投票被宣布于2009年11月7日举行。然而，11月1日，阿卜杜拉宣布他将不再参加第二轮投票，因为他要求改变选举委员会的要求没有得到满足，而且“透明的选举是不可能的”。一天后，2009年11月2日，选举委员会官员取消了第二轮选举，宣布哈米德·卡爾扎伊为阿富汗总统，任期5年。

#### 2014年阿富汗總統選舉

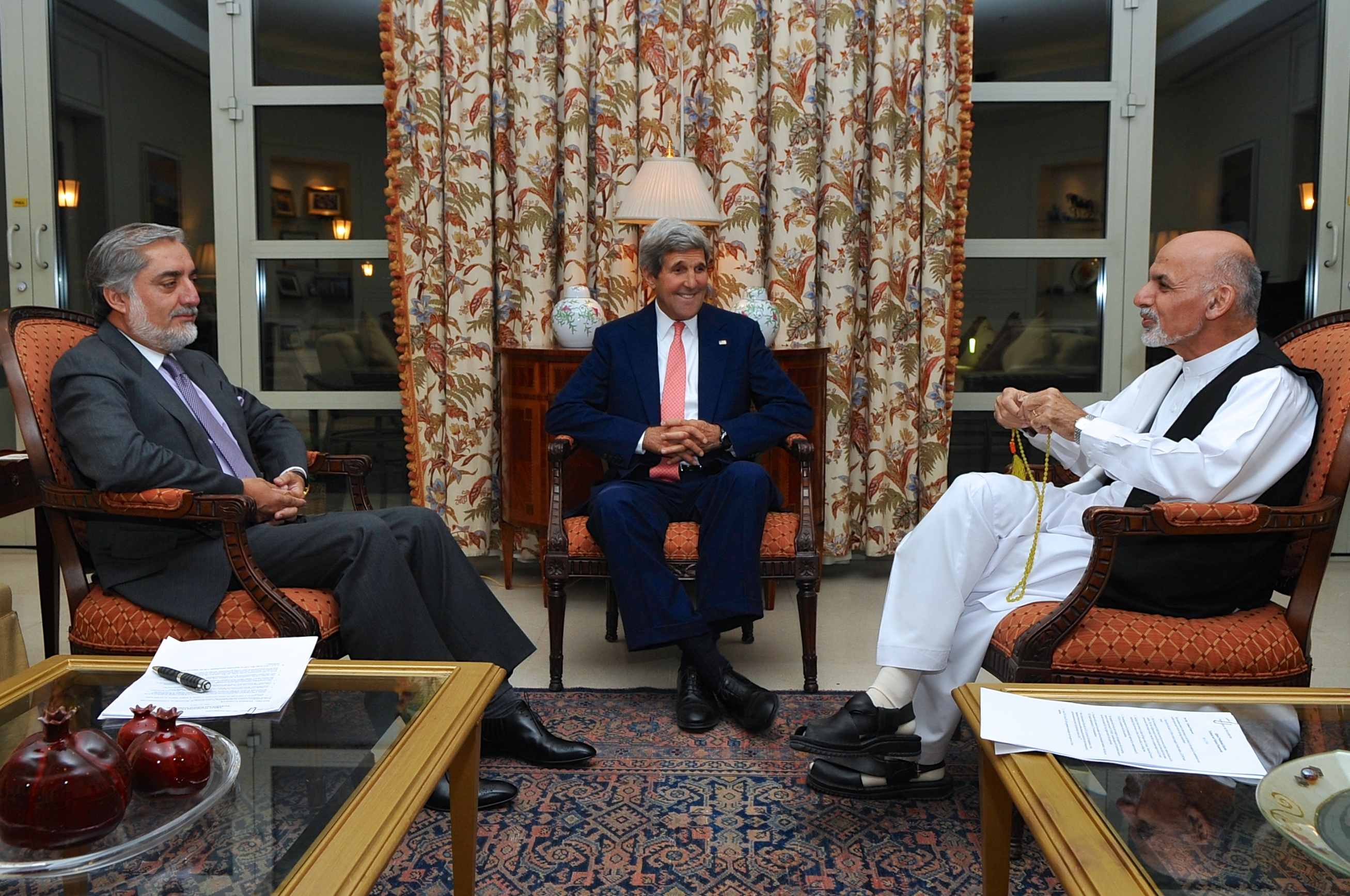
2014年7月12日，美國國務卿約翰·福布斯·凱瑞與阿富汗總統候選人阿卜杜拉·阿卜杜拉（左）和阿什拉夫·加尼（右）在美國駐阿富汗喀布爾大使館坐在一起，此前他帮助促成了一项技术和政治计划协议，以解决他们之间有争议的选举结果。

2014年的总统选举于2014年4月举行，随后在2014年6月进行了第二轮投票。败选的候选人阿卜杜拉·阿卜杜拉对两次投票的结果提出质疑，他声称选举结果被操纵，以确保他的对手阿什拉夫·加尼被宣佈為獲勝者。尽管美国提议各候选人同意达成权力分享协议，但选举结果在2014年9月之前一直存在争议，而这一提议最初也得到了同意。联合国领导的审计未能动摇阿卜杜拉，因為他堅稱審計團隊無法解釋決選中額外計算的一百萬票。加尼的支持者堅稱他們想達成協議，并为谈判敞开大门。

#### 2019年阿富汗總統選舉
2019年總統選舉於2019年9月2日舉行，阿什拉夫·加尼以微弱優勢擊敗對初步結果提出質疑的阿卜杜拉·阿卜杜拉再次當選。當最終結果於2020年2月公佈時，阿卜杜拉拒絕了他們，組建了一個平行國度並組織了單獨的就職典禮。儘管如此，加尼於 2020年3月9日正式宣誓就職。爭議於2020年5月16日解決，當時兩人簽署了一項權力分享協議，加尼繼續擔任總統，但雙方將選擇同等人數部長和阿卜杜拉將領導與塔利班的和談。

### 司法机关
阿富汗憲法規定設立最高法院. 最高法院是阿富汗的最高司法機關，是終審法院。法官由總統任命並由國民議會確認。下級法院包括治安法院、初審法院和中級上訴法院。中級上訴法院在向最高法院提出上訴之前審查下級法院的決定。如果上訴失敗，他們可以被送到最高法院。每個城市都有初審法院。他們有幾個分支機構，審理所有重大案件。分支機構包括刑事、民事、宗教、行政、勞工和家庭部門。一審中還包括審判軍事人員的軍事法庭。治安法院處於最低級別，審理輕微的民事和刑事案件。

### 政党

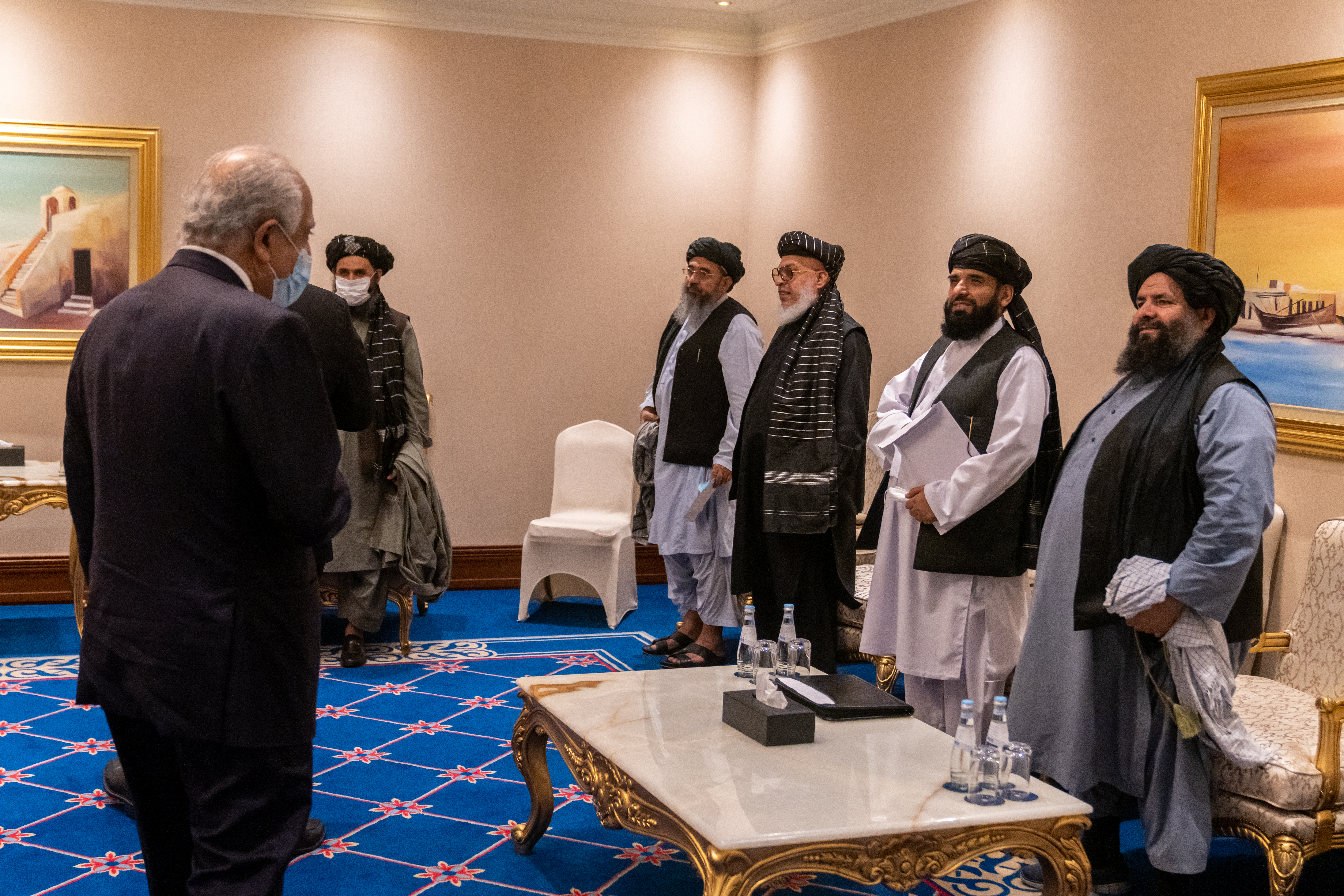
扎勒米·哈利勒扎德在卡塔爾多哈會見了阿卜杜勒·加尼·巴拉達爾、阿卜杜勒·哈基姆·伊沙克、谢尔·穆罕默德·阿巴斯·斯坦尼克扎伊、蘇海爾·沙欣和另一名塔利班成員。

阿富汗的政黨瞬息萬變，許多知名人士都計劃創建新政黨。阿富汗的一些政黨如下：
- 阿富汗社會民主黨（英语：Afghan Millat Party）
- 阿富汗伊斯蘭黨
- 伊斯蘭促進會
- 阿富汗伊斯蘭民族陣線
- 伊斯蘭達瓦組織（英语：Islamic Dawah Organisation of Afghanistan）
- 阿富汗民族運動（英语：National Movement of Afghanistan）
- 民族團結運動（英语：National Solidarity Movement of Afghanistan）
- 全國伊斯蘭統一黨（英语：National Islamic Unity Party of Afghanistan）
- 阿富汗民族團結黨（英语：National Solidarity Party of Afghanistan）
- 阿富汗伊斯蘭運動（英语：Islamic Movement of Afghanistan）
- 阿富汗國民大會黨（英语：National Congress Party of Afghanistan）

### 参与国际组织
- 上海合作組織（觀察員）
- 南亞區域合作聯盟
- 科倫坡計劃
- 伊斯蘭合作組織
- 經濟合作組織
- 七十七國集團
- 世界銀行
- 亞洲開發銀行
- 國際貨幣基金組織
- 聯合國亞洲及太平洋經濟社會委員會
- 伊斯蘭開發銀行
- 聯合國糧食及農業組織
- 國際農業發展基金
- 國際原子能機構
- 國際民用航空組織
- 國際刑事法院
- 國際紅十字與紅新月運動
- 紅十字會與紅新月會國際聯合會
- 國際投資爭端解決中心
- 國際金融公司
- 國際勞工組織
- 國際鐵路聯盟
- 國際刑警組織
- 國際奧委會
- 國際移民組織
- 國際電信聯盟
- 不結盟運動
- 禁止化學武器組織
- 聯合國
- 聯合國貿易和發展會議
- 聯合國開發計劃署
- 聯合國工業發展組織
- 萬國郵政聯盟
- 世界工會聯合會
- 世界衛生組織
- 世界氣象組織
- 世界旅遊組織
- 世界貿易組織（最初是觀察員，2015年12月成為成員）[22]

## 阿富汗伊斯蘭酋長國政治

### 最高領袖
海巴圖拉·阿洪扎達是阿富汗伊斯兰酋长国的领导人，拥有所有政治、军事、宗教决策和政府任命的权力。作为最高领导人，他的大部分工作是与监督阿富汗内阁和总理的扎比烏拉·穆賈希德（奎達舒拉）一起完成的。扎比烏拉·穆賈希德与海巴圖拉·阿洪扎達一起任命个人担任内阁中的关键职位；其中包括总理、副总理、外交部长和内政部长等职位。
目前，最高领导人还负责确定阿富汗内阁的总体目标，作为塔利班各派别之间的团结和领导点。由于海巴圖拉·阿洪扎達作为毛拉韋的资历和教法知识，他在塔利班中受到广泛尊重，因此被视为一个团结的人物。

### 奎達舒拉
奎達舒拉是一個由26名成員組成的委員會，協助最高領導人治理阿富汗。據現在的新聞部副部長和政府發言人扎比烏拉·穆賈希德說，奎達舒拉將監督部长会议，并决定关键的政府决策。該委員會還負責在其前任去世後任命一位新的最高領導人，但目前尚不清楚該委員會是否會在2021年喀布爾陷落後行使這一權力。
這種設置讓人想起在1996年至2001年期間阿富汗伊斯蘭酋長國的治理方式，穆罕默德·奥马尔擔任最高委员会的负责人。然而，該制度也被比作伊朗最高領袖及其文職統治制度。該委員會本身也是阿富汗戰爭期間塔利班的執行機構，決定了該組織作為叛亂組織的總體方向。
根據半島電視台的一份報告，部长会议實際上是無能為力的，所有的政治權力實際上都屬於阿洪扎達和設在坎大哈的奎達舒拉 。

### 內閣

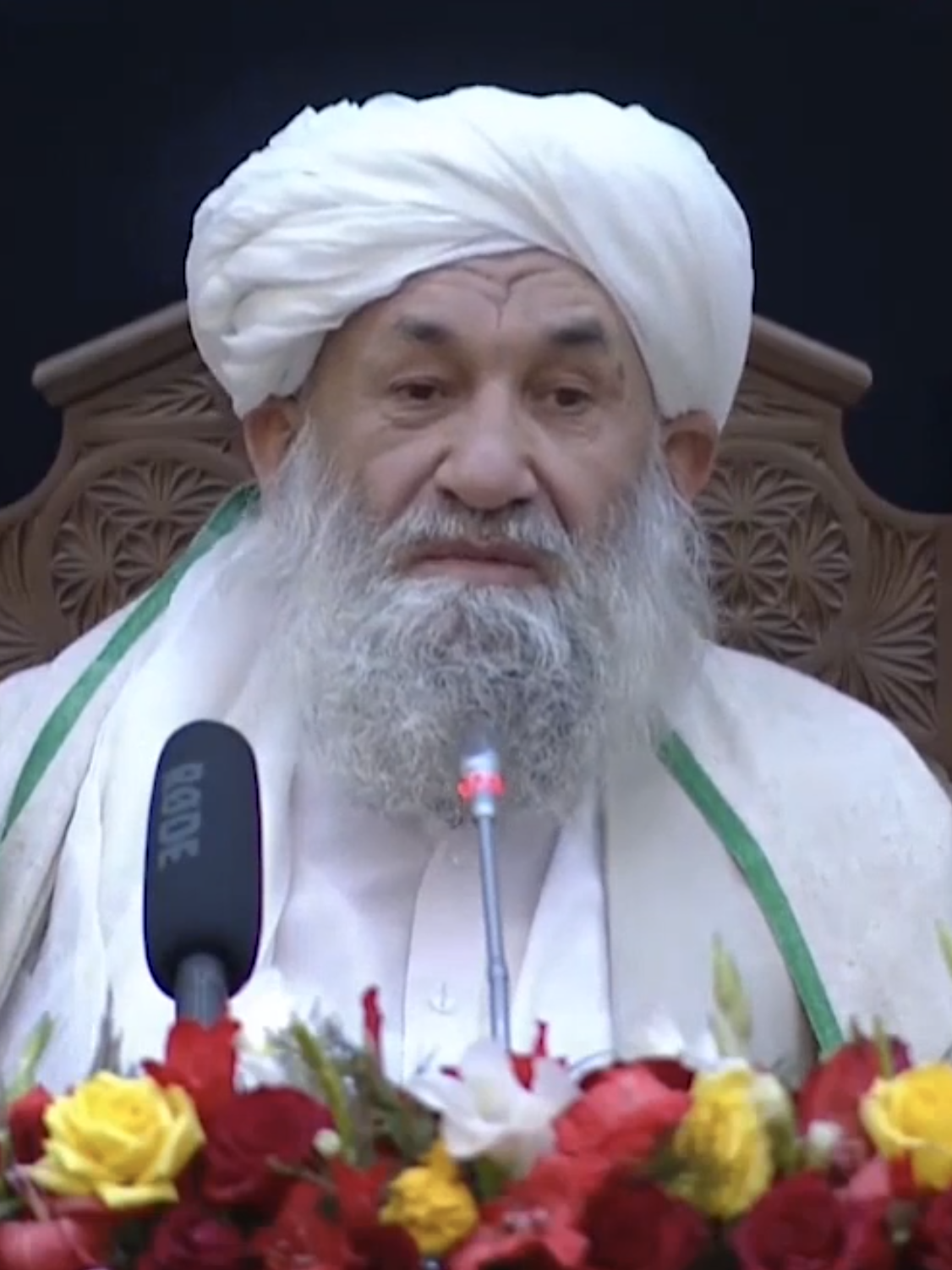
代理總理穆罕默德·哈桑·阿洪德

現任看守內閣於2021年9月7日在公告中提出。整個國家由2016年成為塔利班領導人的海巴圖拉·阿洪扎達領導。總理穆罕默德·哈桑·阿洪德被選為妥協方案塔利班溫和派和強硬派之間的候選人。有兩位副總理，阿卜杜勒·加尼·巴拉達爾和阿卜杜勒·薩拉姆·哈納菲。
內閣（不包括海巴圖拉·阿洪扎達）總共有33名部長。所有被點名的部長都是男性。兩位部長是塔吉克族，阿卜杜勒·薩拉姆·哈納菲是烏茲別克族。所有其他部長以及海巴圖拉·阿洪扎達都來自普什圖族。作為該國最大的民族，普什圖人長期以來一直主導著塔利班和非塔利班的政治。一些政府成員在1996年至2001年的塔利班統治時期擔任部長。
政府是由塔利班的首席發言人扎比烏拉·穆賈希德宣布的，他說這個內閣並不完整，打算進行進一步的任命。雖然塔利班此前曾表示他們希望組建一個包容性政府，但所有部長都是塔利班的長期成員。
2021年9月21日，穆賈希德宣布擴大塔利班臨時內閣，任命副部長。穆賈希德為全男性的額外成員辯護，稱其中包括少數族裔成員，例如哈扎拉人，以後可能會增加女性。任命包括來自潘杰希爾和巴格蘭的人物。

### 政策
國家全稱是阿富汗伊斯蘭酋長國。作為一個伊斯蘭國家，塔利班的政策是執行伊斯蘭教法。
在大規模婦女領導的抗議活動之後，未經批准的抗議活動於9月9日被禁止。有關婦女的政策包括禁止參加體育運動。

#### 教育
2021年9月，政府下令小學重新開放，並宣布計劃重新開放男學生的中學，但未承諾對女學生採取同樣的措施。雖然塔利班表示，虽然塔利班称女大学生将能够恢复高等教育，但条件是她们必须与男学生以及男教授隔离，《衛報》指出，“如果高中不重新開放女孩們，一旦當前的學生畢業，允許接受大學教育的承諾將變得毫無意義。”時任高等教育部長阿卜杜勒·巴奇·哈卡尼說女大學生會被要求戴頭巾，但沒有具體說明這是否需要遮住臉。
喀布爾大學於2022年2月重新開放，女生上午上課，男生下午上課。除了關閉音樂系外，据说课程没有什么变化。正式要求女學生穿著長袍和頭巾參加，儘管有些人穿著披肩。據報導，第一天的出席率很低。
2022年3月，塔利班突然推翻了允許女孩恢復中學教育（在阿富汗定義為七年級及以上）的計劃。除了目前的大學生群體外，這一決定使六年級畢業成為阿富汗婦女可能獲得的最高教育水平。男校如期重新開學。教育部的一份聲明指出，女高中生缺乏可接受的校服。
2025年1月23日，國際刑事法院以危害人類罪對阿富汗塔利班政權最高領導人阿洪扎達及現已轉任首席法官的哈卡尼發佈全球通輯令，控訴其自2021年奪取政權以來，欺凌迫害阿富汗婦女和女孩，剝奪其行動自由、身體控制、受教育與基本私人和家庭生活的權利，並對不服從和反對者施以包括謀殺、監禁、酷刑、強姦和其他性暴力方式的殘硞鎮壓。

### 認可和關係
阿富汗駐聯合國特使要求國際社會不承認新政府。塔利班尋求這樣的承認，但它還沒有得到承認，其他政府也在一定程度上與它接觸。

### 派系主义
自上台以来，有报道称塔利班各阵营在掠奪、对塔利班叛乱的贡献以及新政府中的政治任命等方面存在派系和内讧。涉及的派别包括政治温和派、基本教義派、聖戰主義和哈卡尼网络。